# 数据结构

二叉树是数据结构的一种类型

在计算机科学中，数据结构（英語：data structure）是计算机中存储、组织数据的方式。
数据结构意味着介面或封装：一个数据结构可被视为两个函数之间的介面，或者是由数据类型联合组成的存储内容的访问方法封装。
大多数数据结构都由数列、记录、可辨识联合、引用等基本类型构成。举例而言，可為空的引用（nullable reference）是引用与可辨识联合的结合体，而最简单的链式结构链表则是由记录与可空引用构成。
数据结构可透过程式语言所提供的数据类型、引用及其他操作加以实现。一个设计良好的数据结构，应该在尽可能使用较少的时间与空间资源的前提下，支援各種程式執行。
不同种类的数据结构适合不同种类的应用，部分資料結構甚至是為了解決特定問題而設計出來的。例如B树即為加快樹狀結構存取速度而設計的資料結構，常被應用在資料庫和檔案系統上。
正確的数据结构選擇可以提高演算法的效率（請參考演算法效率）。在電腦程式设计的過程中，选择适当的数据结构是一項重要工作。许多大型系统的編寫经验顯示，程式設計的困难程度与最终成果的质量与表现，取决于是否选择了最適合的数据结构。
系統架構的关键因素是数据结构而非算法的見解，导致了多种形式化的设计方法与编程语言的出现。绝大多数的语言都带有某种程度上的模块化思想，透过将数据结构的具体实现封装隐藏于使用者介面之后的方法，来让不同的应用程序能够安全地重用这些数据结构。C++、Java、Python等面向对象的编程语言可使用类来達到這個目的。
因为数据结构概念的普及，现代编程语言及其API中都包含了多种預設的数据结构，例如C++标准模板库中的容器、Java集合框架以及微软的.NET Framework。

## 常见的数据结构
- 堆疊（Stack）
- 佇列（Queue）
- 陣列（Array）
- 链表（Linked List）
- 樹（Tree）
- 圖（Graph）
- 堆積（Heap）
- 雜湊表（Hash table）